# Pfarrkirche Japons

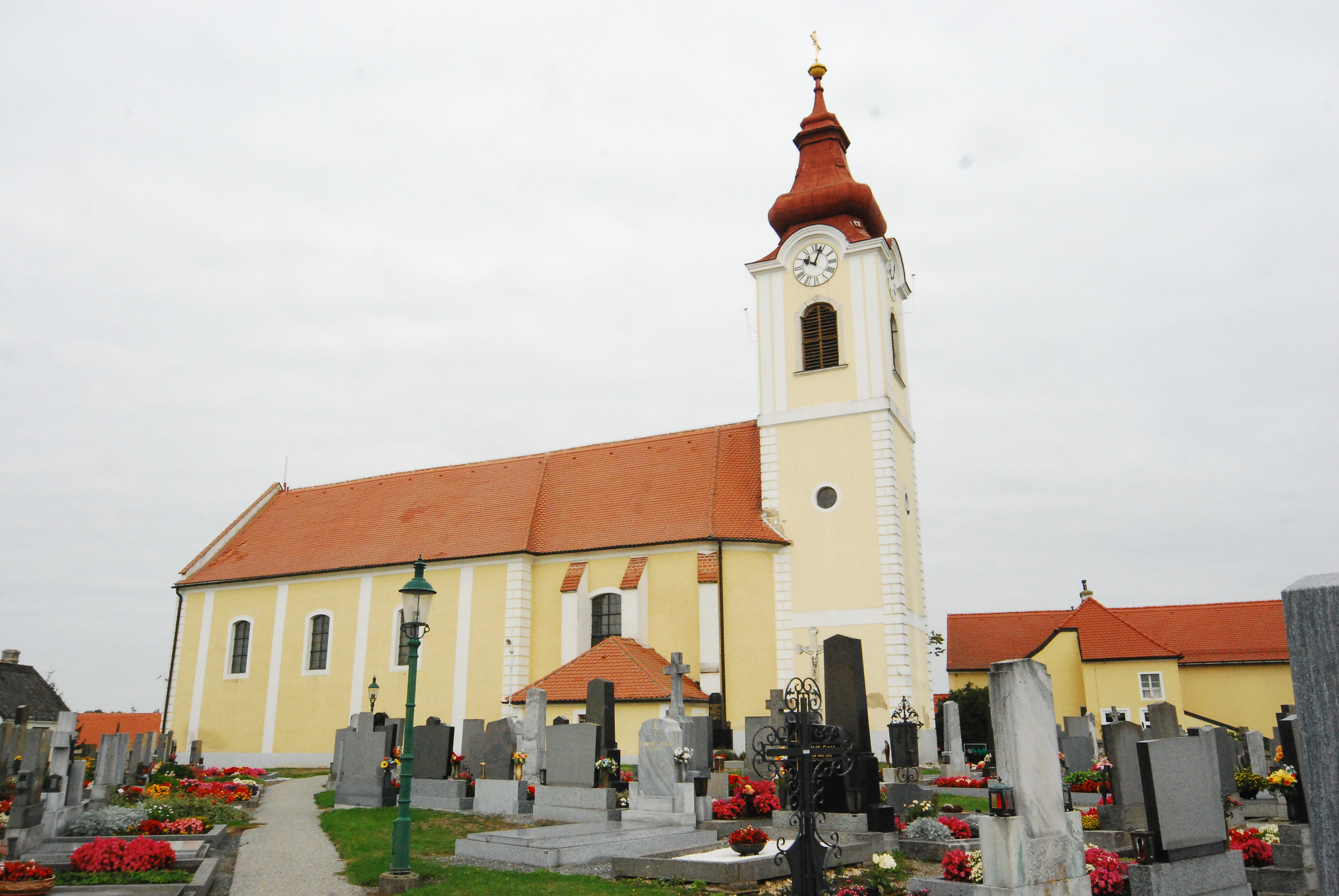
Katholische Pfarrkirche hl. Laurenz in Japons

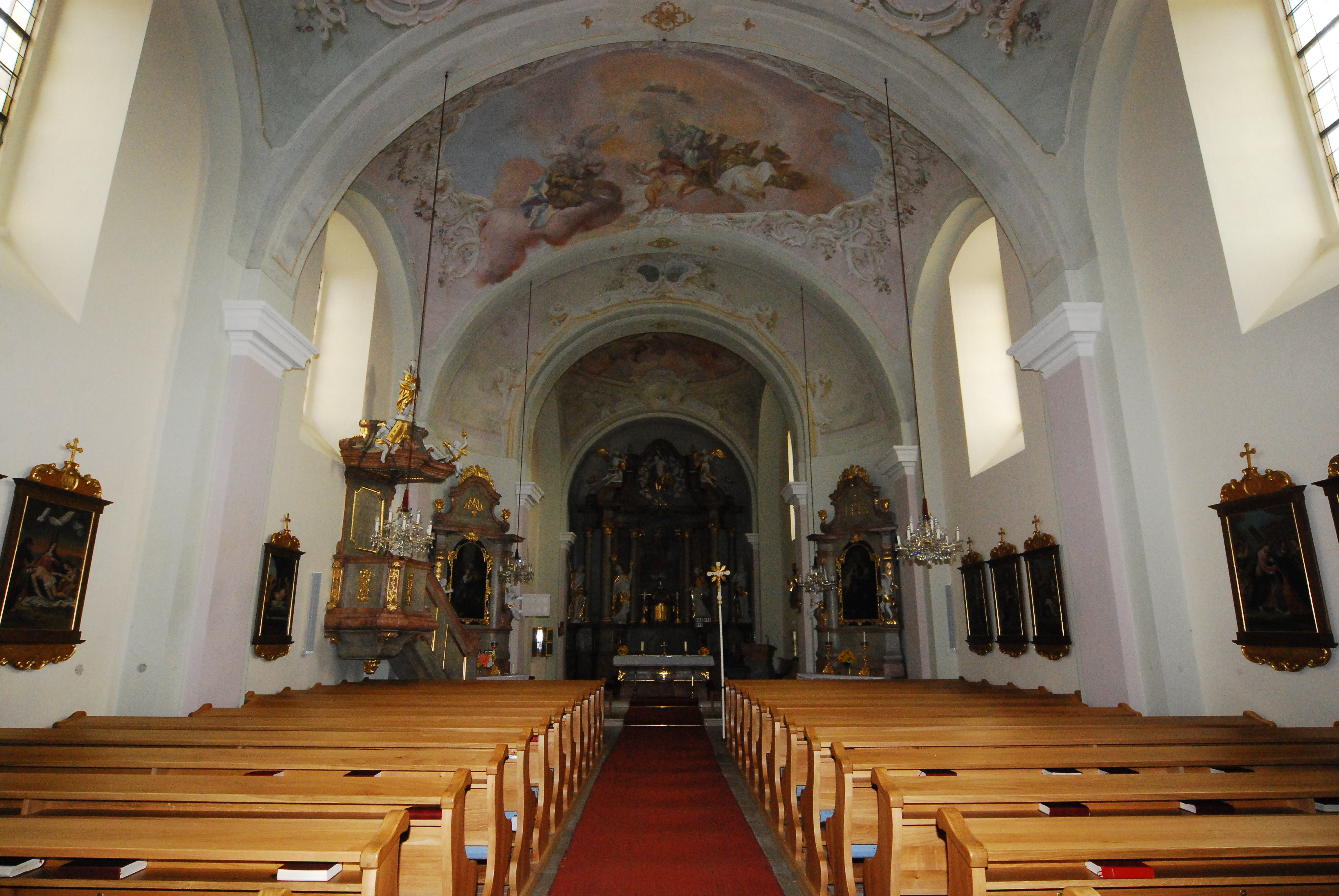
Langhaus, Blick zum Chor

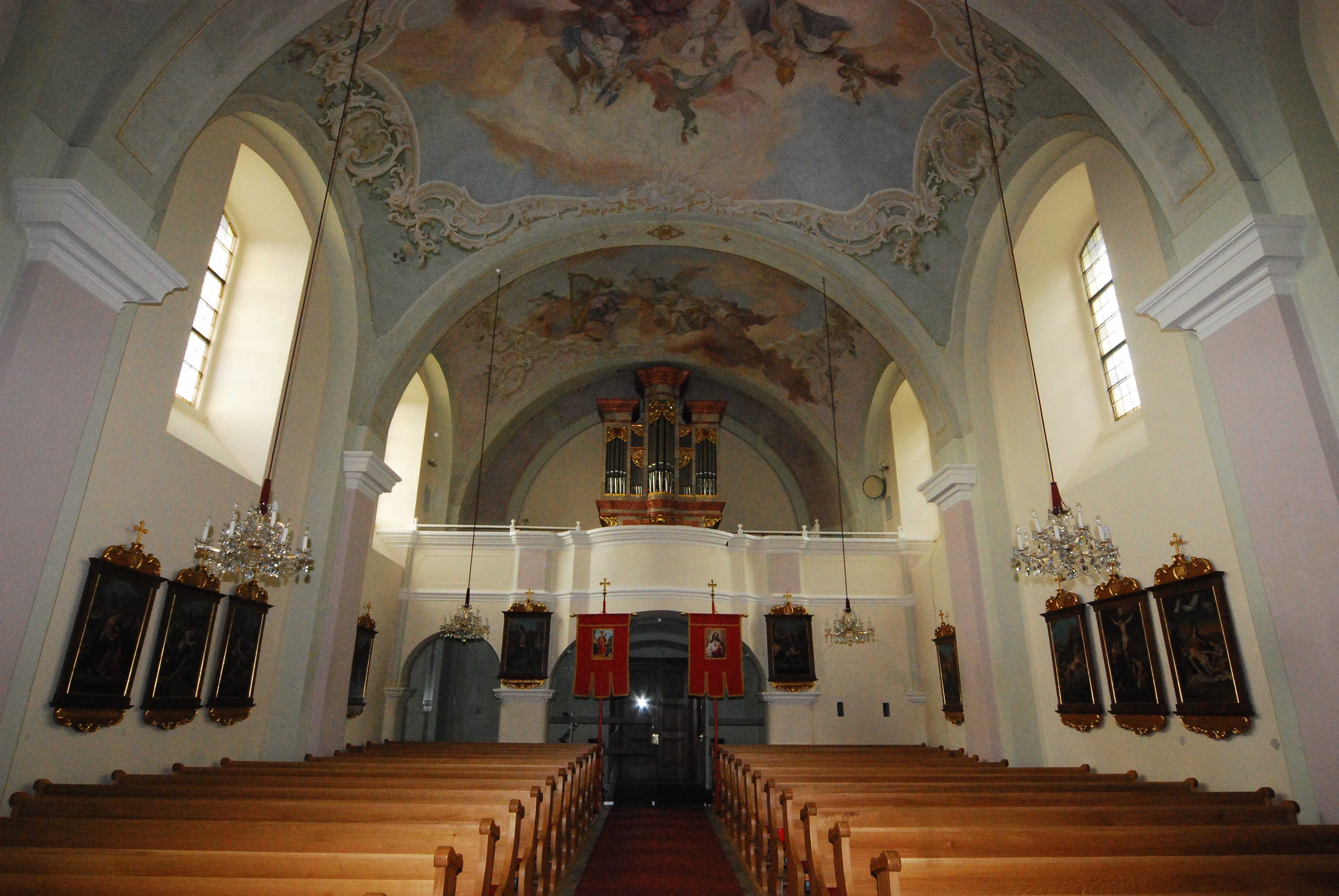
Langhaus, Blick zur Orgelempore

Die römisch-katholische Pfarrkirche Japons steht in beherrschender Lage weithin sichtbar in der Marktgemeinde Japons im Bezirk Horn in Niederösterreich. Die dem Patrozinium Laurentius von Rom unterstellte Pfarrkirche – dem Stift Geras inkorporiert – gehört zum Dekanat Geras in der Diözese St. Pölten. Die Kirche und der Friedhof stehen unter Denkmalschutz (Listeneintrag).

## Geschichte
Um 1100 bestand eine Filialkirche. In der Mitte des 12. Jahrhunderts wurde die Pfarre dem Stift Geras inkorporiert. Urkundlich wurde 1489 eine Kirche genannt. Die Kirche wurde 1968/1969 restauriert.

## Architektur
Der schlichte barocke Kirchenbau hat teils gotische Bauteile am Chor mit einem Fünfachtelschluss und einem Ostturm und ist von einem Friedhof und einer ausgedehnten Mauer umgeben. Westlich steht an einem steil abfallenden Gelände ein barocker Pfarrhof.

## Ausstattung
Der Hochaltar als hölzerne marmorierte Ädikula mit einem reichen Säulenaufbau und gesprengtem Giebel trägt weiß gefasste Statuen der Heiligen Johannes, Augustinus, Norbert und Sebastian um 1750 und im Auszug Gottvater von Engeln flankiert.
Die zwei marmorierten Seitenaltäre tragen auf Seitenvoluten sitzende Engelfiguren, sie zeigen Ölbilder von Jakob Zeiller (?) 1738 in barocken Rahmen, links Anna lehrt Maria das Lesen und rechts Josef mit Kind.
Die Orgel baute Josef Huber 1955. Zwei Glocken nennen Johann Georg Scheichel 1761.